# Ilha das Ratas

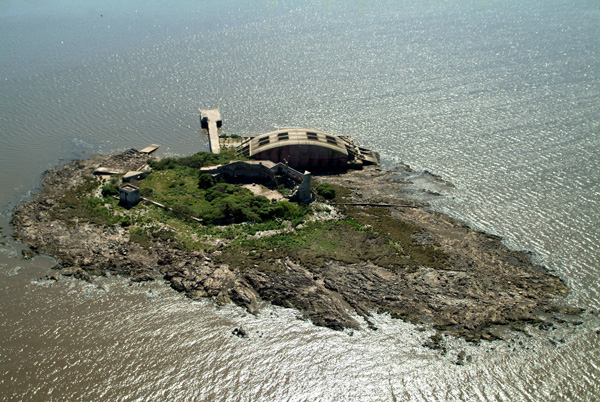
Vista aérea da Ilha das Ratas

Ilha das Ratas é uma pequena ilha uruguaia. Tem aproximadamente 100 x 50 metros quadrados de área, localizada em região profunda da baía de Montevidéu, onde é possível apenas se navegar. É também chamada ilha Liberdade desde 1843, quando no transcurso da Guerra Grande, a esquadra comandada pelo almirante William Brown, que apoiava Manuel Oribe, foi expulsa dali pela esquadra do governo de Montevidéu, comandada por Giuseppe Garibaldi.
Em diferentes períodos recebeu os nomes de: ilha da Guerrilha, ilha das Gaivotas, ilha dos Franceses,  ilha dos Coelhos e ilha das Pombas.
Durante o século XIX a ilha foi arrendada para estação naval britânica do Rio da Prata, sendo  também utilizada como local de isolamento de tripulações e passageiros em quarentena.
Em 1931 foi construído na ilha um hangar e uma rampa de hidroaviões, passando a ser uma base aeronaval da Marinha do Uruguai. Em 1938 é feita a ligação elétrica e telefônica da ilha com o continente.
A Marinha usou a base até 1950, quando as instalações foram convertidas para depósito portuário, mudando a base aeronaval para Laguna del Sauce.